# Martin Kolozs

Martin Kolozs 2014

Martin Max Kolozs (* 30. September 1978 in Graz) ist ein österreichischer Schriftsteller, Journalist und Verleger.

## Leben
Martin Kolozs wuchs in Innsbruck auf. Nach Abschluss der Schule u. a. Bischöfliches Gymnasium Paulinum in Schwaz absolvierte er das Studium der Christlichen Philosophie an der Theologischen Fakultät an der Universität Innsbruck.
2003 gründete er den Kyrene Verlag. Er schreibt u. a. Prosa, Lyrik, Dramen und Biographien.
Kolozs ist Mitglied des Verbandes katholischer Publizisten und Publizistinnen Österreichs, des Österreichischen Schriftsteller/innenverbandes, der Internationalen Ferdinand Ebner Gesellschaft sowie der Görres-Gesellschaft. Von April 2018 bis Juli 2019 war er Chefredakteur des Magazins „Ypsilon“ der Katholischen Männerbewegung Österreichs.
Er lebt in Wien.

## Publikationen (Auswahl)
- Jason Crane, der Tod und König Blaubart, Crimestory, Kitab Verlag.
- Doch hätte ich die Liebe nicht, Liebesgedichte, Edition Baes.
- Jason Crane, der Tod und das Mädchen, Crimestory, Kitab Verlag.
- Ich glaube nicht an die große Liebe. Gedichte, Titelbild von Chryseldis Hofer, Edition Baes.
- Eine Antwort des Glaubens – Im Gespräch mit Paul M. Zulehner und Petra Steinmair-Pösel, Studienverlag.
- Zweite Liebe. Roman, Edition Raetia.
- Lucky Man, Very Lucky. Nach wahren Begebenheiten. Hypo-Roman, Bibliothek der Provinz.
- Nie wieder Indien. Der andere Reisebericht. Edition Baes.
- Karl Rahner – Innsbrucker Jahre. Biographie, Universitätsverlag Wagner.
- Bischof Reinhold Stecher – Leben und Werk, Biographie, Styria Verlag.
- Sommer ohne Sonne, Roman, Bucher Verlag.
- Mein unruhiges Herz, Gedichte, Edition Baes.
- Das vergessene Leben der Künstlerin Maria Spötl, Biographie, Ablinger&Garber Verlag.
- Zur höheren Ehre – Die Tiroler Priesterdichter Reimmichl, Bruder Willram, Josef Weingartner und Reinhold Stecher, Universitätsverlag Wagner.
- Gründungscharisma von Pater Jordan – Im Spannungsfeld zwischen Ursprung, Wandel und Anpassung (1878-1915), mit P. Peter van Meijl SDS, The Best Verlag.
- Auf staubiger Straße, Roman, Sonderzahl Verlag.
- Das Dibbuk Experiment, Roman/Thriller, Text/Rahmen Verlag, Wien 2019
- Alois Kothgasser – Mein Leben in Stationen, Biografie, Tyrolia Verlag, Innsbruck 2020
- In Menschengestalt, Roman/Thriller, Text/Rahmen Verlag, Wien 2020
- Alles für den Heiland – Lebensbild des seligen Paters Franziskus Jordan, Wien 2021 (hrsg. von den deutschsprachigen Salvatorianischen Gemeinschaften; anlässlich der Seligsprechung am 15. Mai 2021 in Rom)
- Das böse Kind Immanuel, Novelle, Text/Rahmen Verlag, Wien 2021
- Für Christus zu leiden ist eine Ehre – Lebensbild des seligen Paters Jakob Gapp, Wien 2022 (hrsg. von Erzbischof emeritus Alois Kothgasser SDB)
- Böser Geist, Roman/Thriller, Text/Rahmen Verlag, Wien 2022
- Für seine Zeit der richtige Mann – Lebensbild des Hirten Johannes Baptist Zwerger, Wien 2023 (hrsg. von Johannes Zwerger Initiative Graz)
- Auch Kannibalen essen mit Besteck, oder: Wie der Schriftsteller Joseph Roth den Fall des Fleischhauers Eduard Trautmann aufklärte. Ein Bericht. TEXT/RAHMEN Verlag, Wien 2023
- Kreuzwege – Lebensbild der Jesuiten Johann Schwingshackl und Johann Steinmayr, Wien 2024 (hrsg. vom Jesuitenkolleg Innsbruck)[1]
- Boshaft, Roman/Thriller, Text/Rahmen Verlag, Wien 2025
- Begegnungen mit dem Teufel, Novelle (Nachdichtung der biblischen Erzählung über die Versuchung Jesu), Edition Baes, Zirl 2025

## Herausgeberschaft (Auswahl)
- Erweckte Begeisterung – 100 Jahre Österreichische Provinz der Salvatorianer (1923–2023), Wagner Verlag, Linz 2023
- Tiroler Identitäten, Band 1–14, Kyrene Verlag.

## Theater
- Kidnappin' Chaplin, Auftragswerk für das 4. Tiroler Dramatikerfestival, UA 15. Juni 2008
- Jason Crane und die Leiche am Buffet, Kriminalstück, UA 22. November 2008
- Godot kommt!, Stück als letzter Akt, UA 13. Mai 2009
- Ein Scharmützel(chen), (Anti-)Kriegsstück, UA 21. Oktober 2009
- Es ist das Dunkel, das ich fürchte, 1-Raum-Stück, UA 12. Juni 2010
- 2nd Life, Eine Monorette, UA 9. April 2011
- Der verlorene Sohn, Volksstück, UA 4. Juni 2011
- Die neue Einsamkeit, Ein Sexspiel, UA 30. Oktober 2011
- Miss Flapper und ihr Neffe, Eine Dramödie, UA 1. März 2012
- Heming:way out, Theaterstück, UA 3. Mai 2014
- Happy Birthday, OT: Nackt stehe ich vor dir, 3-Akter, UA 9. Mai 2014
- Krippele Schaugn, Auftragswerk für das Tiroler Adventsingen „Gloria!“, UA 14. Dezember 2019[2]

## Artikel
- Zahlreiche Literatur- und Theaterkritiken, Reportagen und Beiträge in österreichischen Zeitungen und Magazinen. Kurzzeichen: koma, mk oder ko.